# José Rodolfo Pires Ribeiro
José Rodolfo Pires Ribeiro, (sinh ngày 6 tháng 2 năm 1992),tên thường gọi là Dodô, là một hậu vệ bóng đá người Brasil hiện đang chơi cho câu lạc bộ Sampdoria ở Serie A.

## Sự nghiệp

### Bắt đầu chơi bóng
Tháng năm 2009, anh từng (gần như) chuyển sang Anh để thi đấu cho câu lạc bộ Manchester United, trong tương lai bản hợp đồng sẽ được hoàn thành vào tháng 2 năm 2010. Tài năng của anh được phát hiện rất sớm khi anh thi đấu tại đội tuyển bóng đá Brasil (U.17).
Trong tháng 12 năm 2010, anh tham gia câu lạc bộ Bahia dưới dạng cho mượn cho đến cuối mùa giải.

### AS Roma
Ngày 2 tháng 6 năm 2012 anh chuyển tới câu lạc bộ A.S. Roma. Anh có trận đấu đầu tiên cho câu lạc bộ vào ngày 28 tháng 12,trong trận thua Udinese 3-2.

### Inter Milan
Ngày 8 tháng 7 năm 2014, anh chuyển tới thi đấu cho Inter trong một hợp đồng cho mượn có thời hạn hai năm với khoản phí là €1.2 triệu Euro, với điều khoản mua đứa trị giá €7.8 triệu Euro. Anh có trận ra mắt tại Inter vào ngày 20 tháng 8 năm 2014 trong trận lượt đi vòng play-off Europa League, và ghi bàn ra mắt trong trận thắng 3–0 trước đội bóng IcelandicStjarnan.

### Sampdoria
Ngày 21 tháng 1 năm 2016, Dodô chuyển tới thi đấu cho Sampdoria dạng cho mượn.

## Thống kê sự nghiệp
As of 27 tháng 6 năm 2015.
| Câu lạc bộ          | Mùa giải            | Giải đấu            | Giải đấu | Giải đấu | Cúp quốc gia   | Cúp quốc gia   | Khác         | Khác         | Châu Âu | Châu Âu | Tổng cộng | Tổng cộng |
| Câu lạc bộ          | Mùa giải            | Giải đấu            | Trận     | Bàn      | Trận           | Bàn            | Trận         | Bàn          | Trận    | Bàn     | Trận      | Bàn       |
| Brasil              | Brasil              | Brasil              | League   | League   | Copa do Brasil | Copa do Brasil | State League | State League | Nam Mỹ  | Nam Mỹ  | Tổng cộng | Tổng cộng |
| ------------------- | ------------------- | ------------------- | -------- | -------- | -------------- | -------------- | ------------ | ------------ | ------- | ------- | --------- | --------- |
| Corinthians         | 2009                | Série A             | 4        | 0        | 0              | 0              | 0            | 0            | –       | –       | 4         | 0         |
| Corinthians         | 2010                | Série A             | 0        | 0        | –              | –              | 2            | 0            | 0       | 0       | 2         | 0         |
| Corinthians         | Tổng cộng           | Tổng cộng           | 4        | 0        | –              | –              | 2            | 0            | 0       | 0       | 6         | 0         |
| Bahia               | 2011                | Série A             | 14       | 1        | 6              | 0              | 11           | 1            | –       | –       | 31        | 2         |
| Bahia               | Tổng cộng           | Tổng cộng           | 14       | 1        | 6              | 0              | 11           | 1            | –       | –       | 31        | 2         |
| Ý                   | Ý                   | Ý                   | Serie A  | Serie A  | Coppa Italia   | Coppa Italia   | Supercoppa   | Supercoppa   | Châu Âu | Châu Âu | Tổng cộng | Tổng cộng |
| Roma                | 2012–13             | Serie A             | 11       | 0        | 4              | 0              | –            | –            | –       | –       | 15        | 0         |
| Roma                | 2013–14             | Serie A             | 19       | 0        | 1              | 0              | –            | –            | –       | –       | 20        | 0         |
| Roma                | Tổng cộng           | Tổng cộng           | 30       | 0        | 5              | 0              | –            | –            | –       | –       | 35        | 0         |
| Inter Milan (mượn)  | 2014–15             | Serie A             | 20       | 0        | 2              | 0              | –            | –            | 6       | 2       | 28        | 2         |
| Inter Milan (mượn)  | Tổng cộng           | Tổng cộng           | 20       | 0        | 2              | 0              | –            | –            | 6       | 2       | 28        | 2         |
| Tổng cộng sự nghiệp | Tổng cộng sự nghiệp | Tổng cộng sự nghiệp | 68       | 1        | 13             | 0              | 13           | 1            | 6       | 2       | 100       | 4         |